# Detektivbüro LasseMaja
Detektivbüro LasseMaja (schwedisch Lasse-Majas detektivbyrå) ist eine schwedische Kinderbuchreihe von Martin Widmark. Die Bücher richten sich an Kinder im Alter von 7 bis 9 Jahren. Der erste Band erschien im Jahr 2002, mittlerweile gibt es über 30 Bücher, die von Helena Willis illustriert sind. In deutscher Übersetzung von Maike Dorries sind die Bücher bei Uebereuter erschienen.
Die Bücher handeln von den beiden Kindern Lasse und Maja, die ein Detektivbüro betreiben. Sie wohnen in der fiktiven Stadt Valleby und helfen dem Polizeiinspektor der kleinen Stadt, knifflige Fälle zu lösen.
Zudem sind bereits sechs Kinofilme und eine Fernsehserie mit zwölf Episoden sowie Hörbücher und Spielbücher erschienen.
Der Titel der Reihe ist eine Anspielung auf den schwedischen Trickdieb Lasse-Maja.

## Deutschsprachige Buchausgaben
- Das Kinogeheimnis, Uebereuter Verlag, Berlin 2013, ISBN 978-3-7641-5040-2
- Das Schulgeheimnis, Uebereuter Verlag, Berlin 2013, ISBN 978-3-7641-5041-9
- Das Safrangeheimnis, Uebereuter Verlag, Berlin 2013, ISBN 978-3-7641-5006-8
- Das Krankenhausgeheimnis, Uebereuter Verlag, Berlin 2013 ISBN 978-3-7641-5007-5
- Das Liebesgeheimnis, Uebereuter Verlag, Berlin 2013, ISBN 978-3-8000-5674-3
- Das Fussballgeheimnis, Uebereuter Verlag, Berlin 2013, ISBN 978-3-7641-5042-6
- Das Hotelgeheimnis, Uebereuter Verlag, Berlin 2014, ISBN 978-3-7641-5038-9
- Das Campinggeheimnis, Uebereuter Verlag, Berlin 2014, ISBN 978-3-7641-5067-9
- Das Zirkusgeheimnis, Uebereuter Verlag, Berlin 2014, ISBN 978-3-7641-5046-4
- Das Zeitungsgeheimnis, Uebereuter Verlag, Berlin 2014, ISBN 978-3-7641-5069-3
- Das Kirchengeheimnis, Uebereuter Verlag, Berlin  2014, ISBN 978-3-7641-5024-2
- Das Eisenbahngeheimnis, Uebereuter Verlag, Berlin 2015, ISBN 978-3-7641-5049-5
- Das Tiergeheimnis, Uebereuter Verlag, Berlin 2015, ISBN 978-3-7641-5076-1
- Das Cafégeheimnis, Uebereuter Verlag, Berlin 2015, ISBN 978-3-7641-5047-1
- Das Diamantengeheimnis, Uebereuter Verlag, Berlin 2015, ISBN 978-3-7641-5074-7
- Das Geburtstagsgeheimnis, Uebereuter Verlag, Berlin 2015, ISBN 978-3-7641-5057-0
- Das Schwimmbadgeheimnis, Uebereuter Verlag, Berlin 2015, ISBN 978-3-7641-5070-9
- Das Galoppgeheimnis, Uebereuter Verlag, Berlin 2015, ISBN 978-3-7641-5048-8
- Das Bibliotheksgeheimhis, Uebereuter Verlag, Berlin 2015, ISBN 978-3-7641-5075-4
- Das Fahrradgeheimnis, Uebereuter Verlag, Berlin 2016, ISBN 978-3-7641-5084-6
- Das Mumiengeheimnis, Uebereuter Verlag, Berlin 2016, ISBN 978-3-7641-5107-2
- Das Feuerwehrgeheimnis, Uebereuter Verlag, Berlin 2016, ISBN 978-3-7641-5099-0
- Das Gefängnisgeheimnis, Uebereuter Verlag, Berlin 2017, ISBN 978-3-7641-5108-9
- Das Katzengeheimnis, Uebereuter Verlag, Berlin 2017 ISBN 978-3-7641-5125-6
- Das Schlossgeheimnis, Uebereuter Verlag, Berlin 2018, ISBN 978-3-7641-5145-4
- Das Feriengeheimnis, Uebereuter Verlag, Berlin 2018, ISBN 978-3-7641-5139-3
- Das Sommergeheimnis, Uebereuter Verlag, Berlin 2019, ISBN 978-3-7641-5167-6
- Das Wikingergeheimnis, Uebereuter Verlag, Berlin 2019, ISBN 978-3-7641-5171-3
- Das Filmgeheimnis, Uebereuter Verlag, Berlin 2020, ISBN 978-3-7641-5200-0
- Das Goldgeheimnis, Uebereuter Verlag, Berlin 2021, ISBN 978-3-7641-5217-8
- Das Sportlergeheimnis, Uebereuter Verlag, Berlin 2021, ISBN 978-3-7641-5206-2
- Das Detektivgeheimnis, Uebereuter Verlag, Berlin 2021, ISBN 978-3-7641-5215-4
- Das Strandgeheimnis, Uebereuter Verlag, Berlin 2022, ISBN 978-3-7641-5228-4
- Detektivbüro LasseMaja Comics, Gröbenzell 2023, ISBN 978-3-949866-05-0